# ネヴィル・チェンバレン
アーサー・ネヴィル・チェンバレン （英語: Arthur Neville Chamberlain, FRS, 1869年3月18日 - 1940年11月9日） は、イギリスの政治家、実業家。首相（在任：1937年5月28日 - 1940年5月10日）。ナチス・ドイツに対する宥和政策で知られる。

## 生涯

### 生い立ち
バーミンガム市長や植民地大臣などを歴任したジョゼフ・チェンバレンを父としてバーミンガムのサウスボーンで生まれる。外相時代にロカルノ条約を締結し、ノーベル平和賞を受賞したオースティン・チェンバレンは異母兄にあたる。6歳の時に母親が死去した。
ラグビー校で教育を受け、さらにメイソン・サイエンス・スクール（バーミンガム大学の前身）でも学び、科学と冶金学（金属工学）の学位を得て、卒業後は監査法人に就職した。一方で父ジョゼフが経営していたイギリスの植民地のバハマの農園へ派遣され、そこで長く農園経営も行った。

### 政治経歴
その後実業界で成功を収め、この時に得た名声を後ろ盾として1911年に生まれ育ったバーミンガムの市議に立候補し当選した。そのわずか4年後の1915年には、父同様バーミンガム市長となる。

### 国会議員

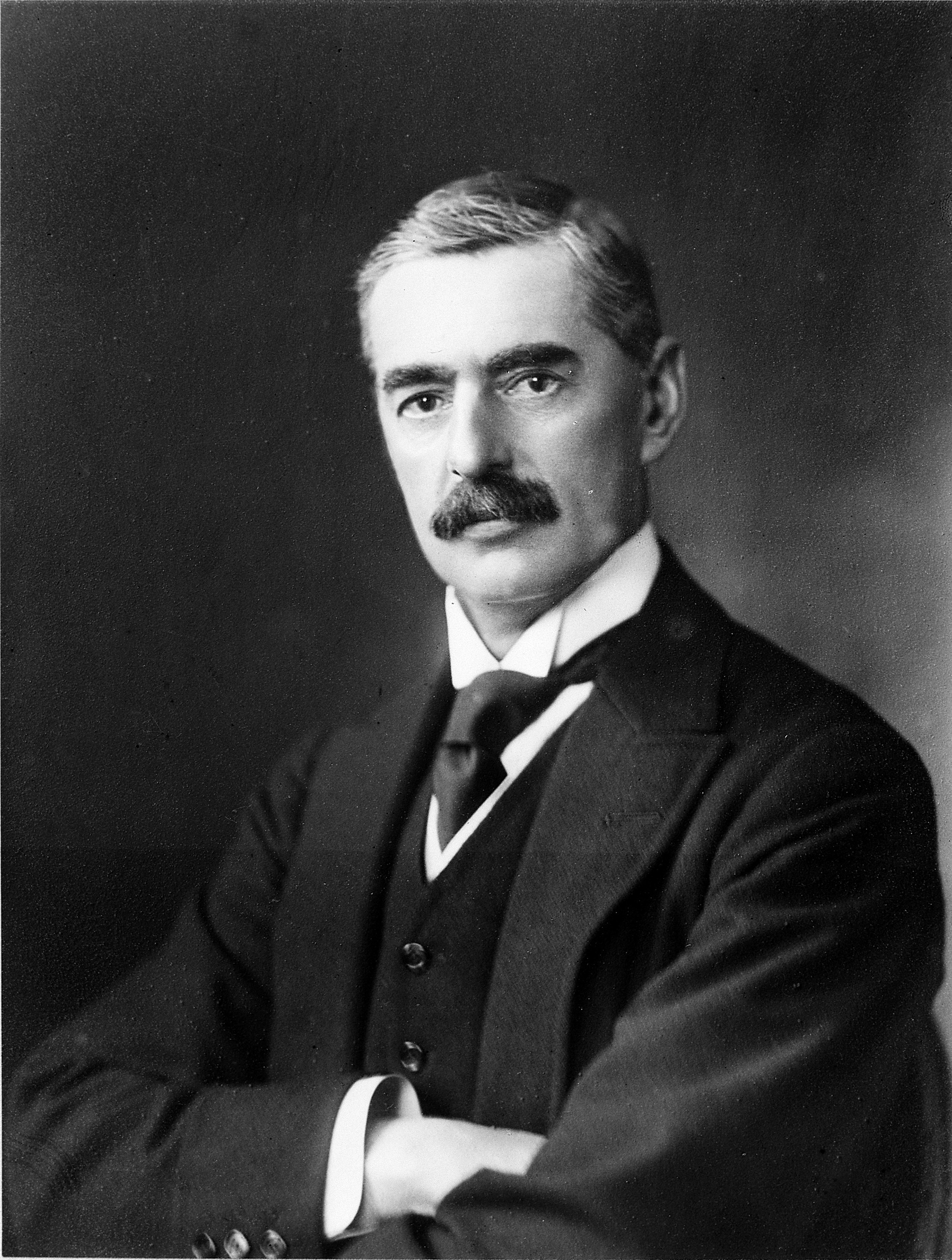
1923年のチェンバレン

第一次世界大戦終結間際の1918年イギリス総選挙で保守党候補としてバーミンガム・レディウッド選挙区から立候補し、9,405票（得票率69.5%）で当選して下院議員となり、以降1922年、1923年、1924年の総選挙でそれぞれ13,302票（55.2%）、12,884票（53.2%）、13,374票（49.1%）を得て再選した。1929年イギリス総選挙でバーミンガム・エッジバストン選挙区に鞍替えして、23,350票（63.7%）で再選した後、1931年、1935年の総選挙でそれぞれ33,085票（86.5%）、28,243票（81.6%）を得て再選した。
ボナー・ロー内閣期の1922年11月2日に枢密顧問官に就任、3日に郵政長官に就任した。1923年2月14日に支払総監に転じ、3月12日に保健大臣に転じた。第一次スタンリー・ボールドウィン内閣では10月11日から財務大臣を務めた。第二次ボールドウィン内閣では1924年11月7日より再び保健大臣を務めた。1930年、ボールドウィンの後を受けて保守党の幹事長に就任。世界恐慌に突入する中、労働党のラムゼイ・マクドナルドが挙国一致内閣を組閣するとチェンバレンは1931年8月26日に三たび保健大臣に就任したが、同年11月9日に財務大臣に転じた。この間、財政の立て直しに手腕を発揮したことが評価され、マクドナルド後にボールウィンが再び登板して組閣した際も蔵相を続投した。

### 首相職

#### 就任
1937年5月28日に、スタンリー・ボールドウィンの後を受けて保守党党首およびイギリス首相の座に就く。なお直前の5月12日には、新国王のジョージ6世が戴冠式を行ったばかりであった。

#### 内政
「資本家寄り」とされる保守党党首にもかかわらず、就任後すぐに、これまで制限が設けられていなかった女性や子供の労働時間に制限を掛ける法律を通過させたほか、有給休暇関連法や家賃統制など、労働者の権利を優先させる法律の制定に尽力した。

#### 外交

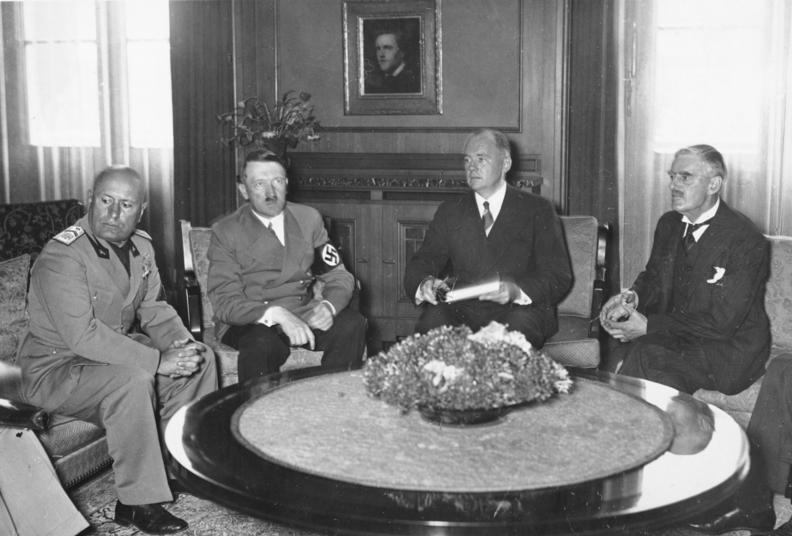
ミュンヘン会談においてベニート・ムッソリーニとアドルフ・ヒトラーとともに

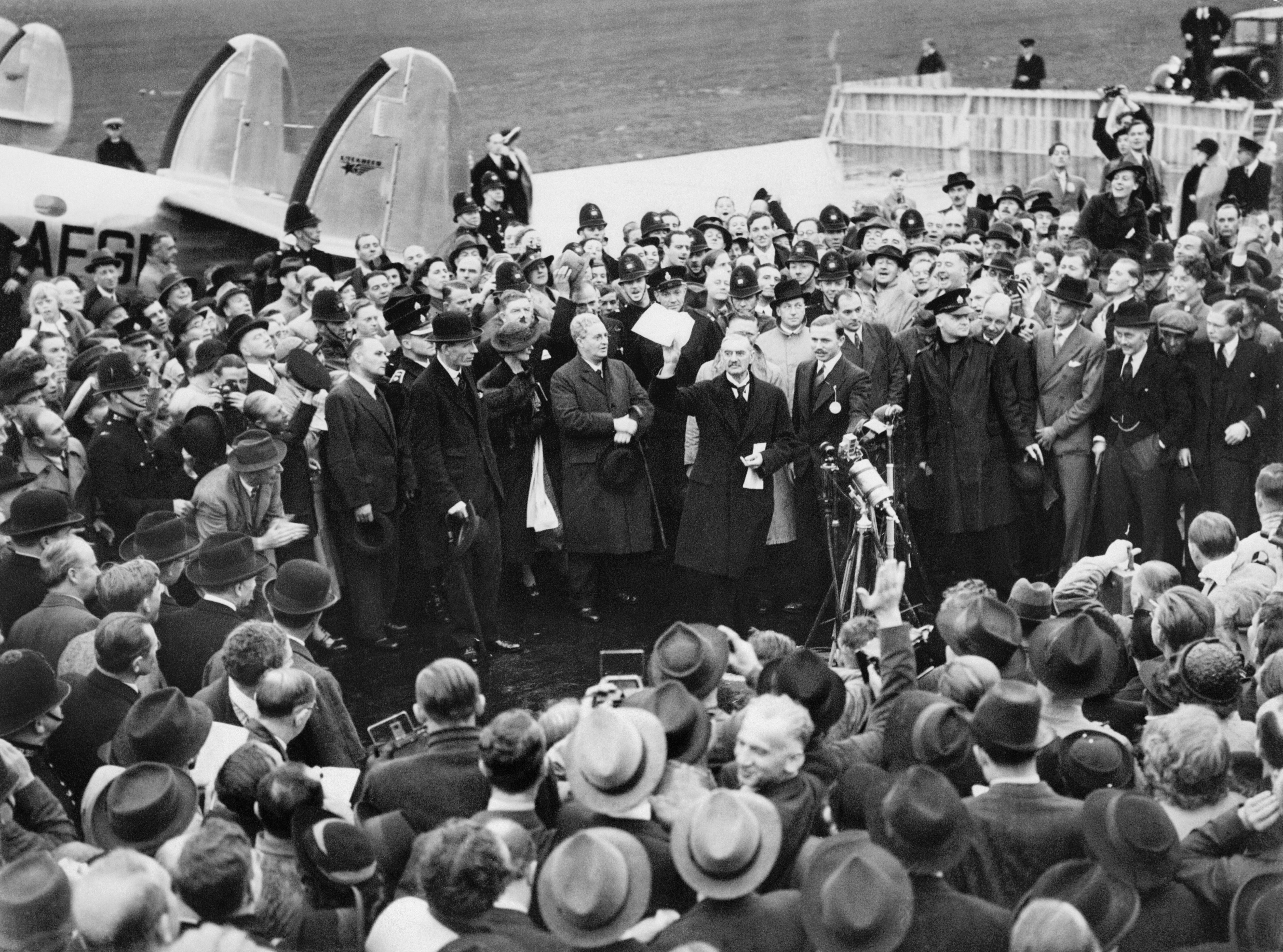
ミュンヘン会談からの帰国後に会見するチェンバレン

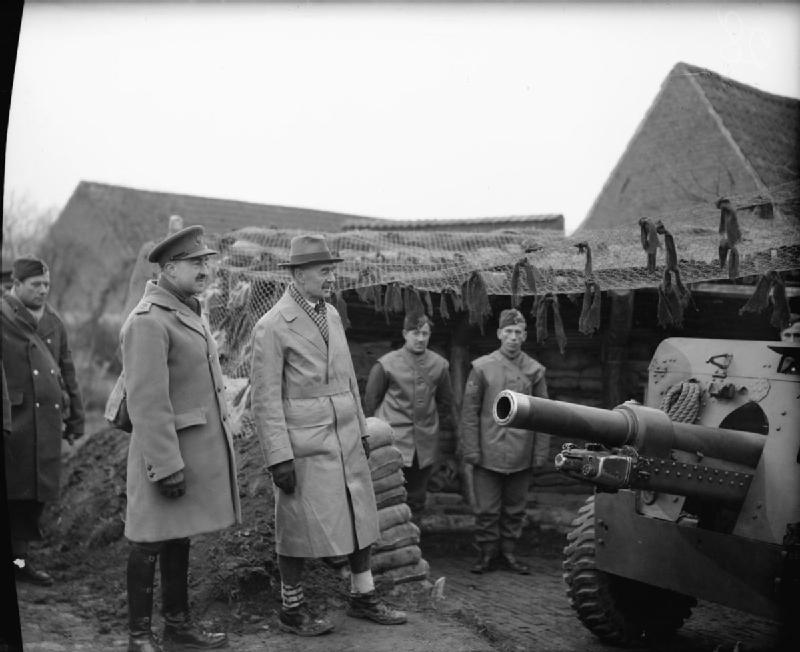
フランスを訪れたチェンバレン（1939年12月）

当時イギリスやフランスと軍事増強と領土の拡大を進めるドイツ、イタリアなどとの間で政治的緊張が増す中、チェンバレンがフランス首相エドゥアール・ダラディエとともにドイツのアドルフ・ヒトラーや、イタリアのベニート・ムッソリーニに対して取った宥和政策は、1938年9月29日のミュンヘン会談において締結された「ミュンヘン協定」で頂点に達した。
イギリスの一部やアメリカなどのその後の連合国から称賛されたこの宥和政策により、結果的には第二次世界大戦の勃発が1年引き延ばされることになる。これは、ドイツの関心をソビエト連邦に向けさせる意味と、イギリスの防備の時間稼ぎをする意味があったとされるが、ウィンストン・チャーチルはこれを「この期間にイギリスが軍備の近代化を進めたのは事実だが、同時にドイツも軍備の強化を行いより強力な軍備を作り上げた」と批判している。
なお当時の保守勢力の主流にとって、ソ連を頂点とする社会主義陣営や、彼らによる共産主義革命の誘発への警戒心は強かった。そこで、ヒトラー政権を抑えてソ連に付け入る隙を与えるよりは、対ソの抑止力となることを期待したのである。イギリスが、世界をにぎわせたスペイン内戦に不介入で通したのも、介入すればそれが世界大戦の引き金になり、ソ連を喜ばせるだけであるという判断があったからであるとされている。
なおミュンヘン会談から帰国したチェンバレンを迎えたジョージ6世は、チェンバレンにバッキンガム宮殿のバルコニーで国王夫妻とともに、国民からの歓迎を受ける特権を与えた。国王と政治家の友好関係を大衆の前で見せるのは極めて例外的であり、王宮のバルコニーからの謁見も伝統的に王族のみに許される行為だった。
しかし一連のチェンバレンによる宥和政策は、チャーチルが指摘したように「ドイツに軍事力を増大させる時間的猶予を与えた」と同時に「英仏が実力行使に出るという危惧を拭えていなかったヒトラーに賭けに勝ったという自信を与え、侵攻を容認したという誤ったメッセージを送った」として、現在では歴史研究家や軍事研究家から強く非難されている。
特に1938年9月29日付けで署名されたミュンヘン協定は、後年になり「第二次世界大戦勃発前の宥和政策の典型」とされ、近代における外交的判断の失敗の代表例として扱われている。

#### 第二次世界大戦
1939年9月1日のドイツ軍のポーランド侵攻と、同日に駐独イギリス特命全権大使を通じてポーランドからの撤退を勧告した最後通告への返答がなかったことを受けて、2日後の9月3日にチェンバレンもフランスのダラディエとともに対独宣戦布告を行った。
同日に、ダウニング街10番地の首相官邸からのラジオ演説を通じて、イギリスと帝国の国民に対してドイツとの交渉決裂と戦争状態への突入を発表し、ここに第二次世界大戦が勃発した。
開戦からしばらくは西部戦線の動きがほとんど無かったものの（いわゆる「まやかし戦争」）、チェンバレンは最前線のフランスに展開するイギリス海外派遣軍を視察するなどして英仏最高戦争評議会でフランスと軍事作戦を調整していた。
しかし、1940年4月にドイツ軍のノルウェー作戦の阻止に失敗、同年5月10日に、これまで大きな動きを見せなかったドイツ軍がベネルクス3国に侵攻の矛先を転じた。宥和政策を進めた首相チェンバレンに対して、与党保守党内からも造反者が相次ぎ、政権の危機に陥った。チェンバレンは野党労働党に協力を要請したが、反ファシズムを掲げていた労働党党首クレメント・アトリーはこれを拒絶し、チェンバレンは退陣に追い込まれた。

### 挙国一致内閣枢相
チェンバレンの後継には、軍人出身のウィンストン・チャーチルが就任して、保守党とともに労働党なども参加する挙国一致内閣が組織されることになった。
この挙国一致内閣の組閣においてチェンバレンは、チャーチルから庶民院院内総務兼枢密院議長への就任を要請されたが、この人事に対して挙国一致内閣に参加した労働党のアトリーが難色を示したため、チェンバレンは1940年5月12日に枢密院議長のみへの就任にとどまり、閣僚に留任した。
その後、ドイツのオランダやフランス占領や「バトル・オブ・ブリテン」などにより、イギリスへの圧力が強まる中、体調が悪化した。1940年10月4日、枢密院議長、閣僚から退いた。

### 死去
1940年11月9日に大腸癌によりハンプシャーで死去した。71歳没。

## 人物

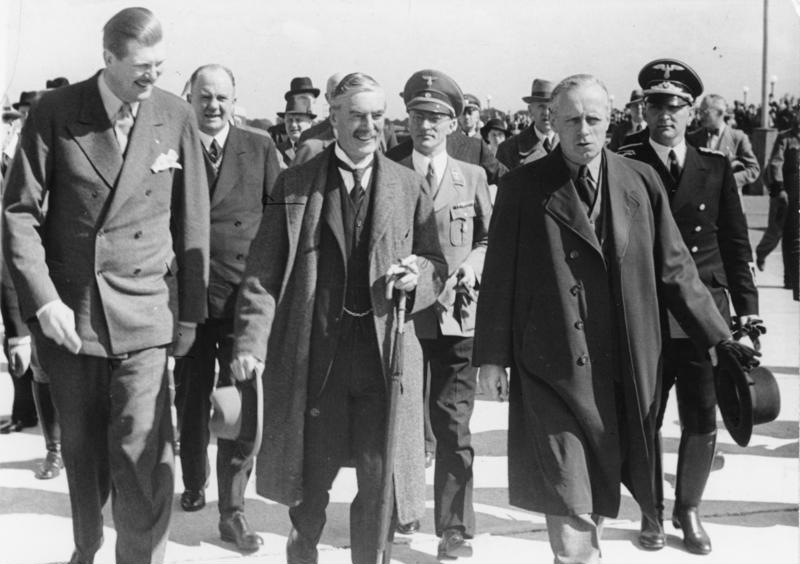
ドイツ外相と会談するチェンバレン（中央の雨傘を持った人物）。

チェンバレンはどこへでも雨傘を携行する癖があったので「アンブレラマン」（Umbrella Man）とあだ名されたが、彼のトレードマークの雨傘は宥和政策の象徴とみなされた。

## 家族

アニー・チェンバレン、1939年撮影。

1911年1月5日にアニー・コール（1882年6月1日 – 1967年2月12日、ウィリアム・アッティング・コールと妻メアリー（旧姓ド・ヴィアー）の娘）と結婚した。アニーの父は陸軍少佐アィリアム・アッティング・コール、母は国会議員の第4代準男爵サー・ステファン・ド・ヴィアーの姪でその相続人であり、兄は偽エチオピア皇帝事件などの様々な悪戯を仕掛けたことで知られるホレス・ド・ヴィアー・コールである。
2人は家族のつながりで出会った。1907年、アニーのおじアルフレッドはジョゼフ・チェンバレンの弟ハーバートの未亡人リリアンと結婚した。アニーは1910年4月にカンヌでリリアンを訪れた際にジョゼフ一家とネヴィルの異母姉ビアトリスと出会い、ビアトリスは数か月後にロンドンでアニーとネヴィルを引き合わせた。2人は数週間のうちに婚約し、1911年1月5日にナイツブリッジのセント・ポール教会で結婚した。その後、アルジェリアとチュニジアでのハネムーン旅行を経て、バーミンガム市エッジバストンに住居を構えた。2人は1男1女をもうけた。
- ドロシー（1911年12月25日[21] – 1992年） - 1935年にスティーブン・ロイド（Stephen Lloyd）と結婚、子供あり[23]
- フランシス・ネヴィル（1913年[21]/1914年 – 1965年） - 1953年にロマ・パロット（Roma Parrott）と結婚、子供あり[23]

アニーは結婚以前には政治への興味がほとんどなかったが、政治家の妻としての役割をうまく果たし、第一次世界大戦期にはバーミンガム市長夫人として戦没者遺族を訪問したり、前線の兵士が手紙で楽器を求めたときはハーモニカを提供するキャンペーンを展開したりした。ネヴィルが庶民院議員に当選した後は1918年から1940年まで毎年のように保守党女性機構の会合に出席し、1938年のミュンヘン会談でネヴィルがドイツに向かったときはウェストミンスター寺院で祈る姿を見せ、まやかし戦争期にはネヴィルのフランス、イタリア訪問に同行した。ネヴィルの死後、アニーが政界に関わった証拠はなかったが、歴史学者キース・フィーリングがネヴィル伝を著したときは文通のコピーを提供した。

## 関連文献
- Crozier, Andrew J. (13 March 2015) [23 September 2004]. "Chamberlain, (Arthur) Neville". Oxford Dictionary of National Biography (英語) (online ed.). Oxford University Press. doi:10.1093/ref:odnb/32347。 (要購読、またはイギリス公立図書館への会員加入。)